# Chaitophorus nigritus
Chaitophorus nigritus är en insektsart som beskrevs av Hille Ris Lambers 1966. Chaitophorus nigritus ingår i släktet Chaitophorus och familjen långrörsbladlöss. Inga underarter finns listade i Catalogue of Life.